# عبد الهادي السعيد
عبد الهادي السعيد ( ar ) ولد في نواحي مراكش سنة 1974 ، و هو شاعر مغربي  و مترجم أيضا  (من أبرز من ترجم لهم : عبد اللطيف اللعبي  ).

## سيرته
عبد الهادي سعيد، ولد بالقرب من مراكش عام 1974 ، و تلقى تكوينا في الهندسة .
وفي سن 22 عاما، أصدر باكورة دواوينه الشعرية و عنونه ب "تفاصيل السراب" ، ونال عنه جائزة اتحاد الكتاب المغرب  ، كما كتب مجموعة من المسرحيات.

## أعماله
قائمة مسبقة غير شاملة
- تفاصيل السراب ، UEM، 1996
- النوبة القلبية أو التشابكات اللغوية ، لارماتان، 2002
- لا وأخواتها ، طبعات سعد الورزازي، 2003
- روتين الدهشة، طبعات سعد الورزازي، 2004
- ملتحٍ حتى الأسنان ، لو مانوسكري، 2005